# Patinação de velocidade nos Jogos Pan-Americanos de 2019 - 300 m contra o relógio masculino
A competição 300 m contra o relógio masculino da patinação de velocidade sobre rodas nos Jogos Pan-Americanos de 2019 foi disputada por dez patinadores na Pista de Patinação em Costa Verde, Lima, no dia 9 de agosto. 

## Calendário
Horário local (UTC-5).
| Data        | Horário | Fase  |
| ----------- | ------- | ----- |
| 9 de agosto | 10:45   | Final |

## Medalhistas
| Ouro   | COL Pedro Causil   |
| Prata  | VEN Jhoan Bitar    |
| Bronze | MEX Jorge Martínez |

## Resultados
| Pos.              | Patinador             | Nacionalidade      | Tempo  |
| ----------------- | --------------------- | ------------------ | ------ |
| Medalha de ouro   | Pedro Causil          | COL Colômbia       | 24.701 |
| Medalha de prata  | Jhoan Bitar           | VEN Venezuela      | 24.720 |
| Medalha de bronze | Jorge Martínez        | MEX México         | 24.777 |
| 4                 | Emanuelle Santibañez  | CHI Chile          | 24.979 |
| 5                 | Walter Urrutia        | GUA Guatemala      | 25.582 |
| 6                 | Francisco Petrelli    | ARG Argentina      | 25.730 |
| 7                 | Gabriel Félix e Silva | BRA Brasil         | 26.168 |
| 8                 | Ronaldo Guevara       | PER Peru           | 26.351 |
| 9                 | Bayron Siles          | CRC Costa Rica     | 26.489 |
| 10                | Jonathan Blair        | USA Estados Unidos | 26.511 |